# Windows Image Acquisition
Windows Image Acquisition (WIA, иногда называемая Windows Imaging Architecture) — или «Служба загрузки изображений Windows (WIA)» это модель драйверов от компании Майкрософт, а также API для Windows ME и более поздних операционных систем семейства Windows. Данная модель позволяет графическим программам взаимодействовать с оборудованием таким как сканеры, цифровые фотоаппараты и видеокамеры. Впервые представлена в 2000 году как часть Windows ME и продолжает оставаться стандартной моделью устройств обработки изображений и API в последующих версиях Windows. Реализована в Windows XP и последующих ОС Windows в виде службы по требованию.

## Обзор
WIA значительно расширяет поддержку устройств формирования неподвижных цифровых изображений по сравнению со Still Image Architecture (STI) в Windows 98. В то время, как STI предоставляет только низкоуровневый интерфейс для простейшей передачи данных устройству и с устройства (а также вызова процесса сканирования на компьютере под управлением Windows с внешнего устройства), WIA обеспечивает фреймворк, посредством которого устройство может представить свои уникальные возможности операционной системе. И так приложения могут использовать представленные возможности. Согласно Microsoft, WIA состоит из компонентa пользовательского интерфейса (UI) и компонента ядра драйвера, загруженных в два разных пространства процессов: UI — в пространство приложений, а ядро драйвера — в пространство служб WIA.

## Дополнительная информация
В 2002, компания Майкрософт представила средство, которое обеспечивает доступ к функциям WIA при помощи языков программирования и сред для написания сценариев, которые поддерживают OLE-автоматизацию.
В Windows XP, WIA выполняется в контексте LocalSystem. Из-за проблем с безопасностью при запуске службы в LocalSystem (содержащий ошибки драйвер или злоумышленник при этом могут получить неограниченный доступ к системе) в Windows Server 2003 и Windows Vista сервис WIA работает в контексте LocalService, что может привести к проблемам с совместимостью при использовании драйвера, предназначеного для Windows XP. Корпорация Майкрософт опубликовала в 2003 году документ с разъяснениями разработчикам WIA-драйверов, каким образом разрабатывать драйверы в контексте низкой безопасности, в котором работает служба WIA.
Windows Vista имеет встроенные библиотеки автоматизации WIA. Кроме того, WIA поддерживает технологию, позволяющую инициализирующие проходы сканирования и настройку параметров сканирования прямо с контрольной панели сканера, а также сканирование множественных изображений (сканирование за один проход нескольких изображений с сохранением их в отдельные файлы). Однако, поддержка видео из WIA для Windows Vista была удалена. Компания Майкрософт рекомендует использовать новый интерфейс — Windows Portable Devices (WPD) API.

## Известные приложения, использующие WIA
- Photoshop
- Paint.NET
- ACDSee
- Мастер сканеров и камер в Windows